# Сінгіда Юнайтед
Футбольний клуб Сінгіда Юнайтед або просто Сінгіда Юнайтед (англ. Singida United Football Club) — професіональний танзанійський футбольний клуб з міста Сингіда. Домашні матчі проводить на стадіоні «Намфуа».

## Історія
Команду було засновано в 1972 році в місті Сингіда під назвою Спортивний клуб «Мто». На регіональному рівні виступав до середини 1990-х років, лише з другої половини 1990-х років став відомий широкому загалу. У 2000 році команда дебютувала в Прем'єр-лізі, вищому дивізіоні чемпіонату Танзанії. Дебют виявився невдалим й у 2001 році команда вилетіла до нижчого дивізіону. З 2013 року «Сінгіда Юнайтед» вдало виступала в Другому та Першому дивізіонах першості Танзанії.
У сезоні 2015/16 років клуб посів перше місце в групі А Другого дивізіону Танзанії й здобув путівку до Першого дивізіону, а вже наступного сезону посів перше місце в групі C Першого дивізіону чемпіонату Танзанії. 17 березня 2017 року колишній тренер «Янг Афріканс» Ганс ван дер Плюйм підписав 2-річний контракт з «Сінгіда Юнайтед». У 2017 році команда здобула путівку до Прем'єр-ліги, менеджменту клубу вдалося залучити багатих спонсорів. Зокрема клубу вдалося підписати контракти з представництвами в Танзанії міжнародних компаній SportPesa та Puma Energy.

## Досягнення
- Перший дивізіон чемпіонату Танзанії (група C)
  -  Чемпіон (1): 2016/17

- Другий дивізіон чемпіонату Танзанії (група А)
  -  Чемпіон (1): 2015/16

- Кубок Танзанії
  -  Фіналіст (1): 2017/18